# Kawerau
Pour l’article homonyme, voir Georg Kawerau.
Kawerau est une petite ville de la région de la Baie de l'Abondance, sur l'île du Nord de la Nouvelle-Zélande. Située à 100 km au sud-est de Tauranga et à 58 km à l'est de Rotorua, c'est le siège et la seule ville du conseil du district de Kawerau.

## Géographie
Le volcan Mont Edgecumbe ou Putauaki (en) est situé à 3 km à l'est de Kawerau et est facilement visible depuis la ville elle-même. 
À l'est de la ville on trouve également le fleuve Tarawera, qui coule en direction du nord jusqu'à son embouchure dans la Baie de l'Abondance.
Il existe plusieurs sources chaudes aux environs de la ville. L'énergie géothermique de la région fournit l'énergie nécessaire pour la papeterie. 
La construction d'une centrale électrique géothermique de 90 MW est en cours.
Le district s'étend sur 21,9357 km2, le faisant la plus petite autorité territoriale de Nouvelle-Zélande. Il est entièrement entouré du district de Whakatane.

### Climat
Pendant l'été la moyenne de température maximum est de 23,7 °C, et en hiver elle est de 15,6 °C.

## Histoire
Kawerau est l'une des plus jeunes villes de Nouvelle-Zélande, étant fondée en 1953 en tant que lieu de résidence pour les ouvriers de la papeterie Tasman. Le site de l'usine a été choisi en fonction de l'existence de sources d'énergie géothermique, de l'eau du fleuve Tarawera et du fait qu'il n'était pas loin de la forêt de Kaingaroa. La papeterie joue encore aujourd'hui un rôle non négligeable sur l'économie locale.